# گلداسمیت، دانشگاه لندن
گلداسمیت، دانشگاه لندن (به انگلیسی: Goldsmiths, University of London) با نام رسمی کالج گلداسمیت یک دانشگاه تحقیقاتی تشکیل‌دهنده دانشگاه لندن در انگلستان است. این کالج در هنر، طراحی، علوم انسانی و علوم اجتماعی تخصص دارد..